# Polónyi István (oktatáskutató)
Polónyi István (Szolnok, 1953. január 14. –) magyar közgazdász, egyetemi tanár, oktatáskutató. Legfontosabb kutatási területe: oktatás-gazdaságtan és -politika, oktatás- és kutatásfinanszírozás, felsőoktatás-kutatás, nevelésszociológia.

## Életpálya
1971-ben érettségizett Szolnokon gépipari technikumban, majd a Budapesti Műszaki Egyetem Közlekedésmérnöki Karán okleveles gépészmérnöki, valamint azzal párhuzamosan mérnök-tanári oklevelet szerzett  1977-ben.
Végzés után 1977 és 1985 között középiskolákban (Túrkevén, majd Szolnokon) mérnök-tanár, tanműhelyfőnök. Közben okleveles gazdasági mérnöki végzettséget szerzett a Budapesti Műszaki Egyetemen 1983-ban. A Marx Károly Közgazdaságtudományi Egyetemen a Timár János által vezetett Munka- és Oktatásgazdasági Tanszéken doktorált 1984-ben. 1986-tól 1988-ig ezen a tanszéken tudományos munkatárs.
1988-tól a Művelődési és Közoktatási Minisztériumba került, ahol 1988-1989 között a Társadalomtudományi és Kutatás-szervezési Főosztályon főmunkatárs, 1989-1993 között a Felsőoktatási és Kutatási Főosztály főosztályvezető-helyettese, majd 1993-1994 között Pénzügyi és Fejlesztési Főosztályon főosztályvezető. 1994-ben közgazdaság-tudományból kandidált.
1994-1996 között a Szolnoki Kereskedelmi és Gazdasági Főiskolán dolgozott (1994-1995 között főiskolai docens, 1995-1996 között főiskolai tanár, tanszékvezető, főigazgató-helyettes). 1996-ban visszakerült a Művelődési és Közoktatási Minisztériumba, ahol 1998-ig a Költségvetési Főosztály főosztályvezetője. 1998-ban habilitált a PATE-n közgazdaság-tudományból.
1999-től a KLTE Közgazdasági és Üzleti Tudományok Intézetében dolgozott, egyetemi docens, intézeti igazgatóhelyettes, a doktori program előkészítésének koordinátora. 2000-től az integrálódó Debreceni Egyetem Közgazdaságtudományi Karán egyetemi tanár, Menedzsment és Marketing Tanszék tanszékvezető, tudományos dékánhelyettes (2000-2008), a Közgazdaságtudományi Doktori Iskola (alapító) törzstagja - a doktori tanács elnöke (2000-2008).
2014-ben a Bölcsészettudományi Karra került át, ahol a Neveléstudományok Intézete Pedagógiai Tanszékén egyetemi tanár, a Humán Tudományok Doktori Iskola törzstagja. 
Közben 1995 és 2007 között az Oktatáskutató Intézet - illetve annak megszűnése után a Professzorok Háta Felsőoktatási Kutatóintézet - részfoglalkozású vezető kutatója (főmunkatárs, illetve 2002-től tudományos tanácsadó, a felsőoktatási kutatócsoport vezetője).
2022 decemberében nyugdíjba vonul a Debreceni Egyetemről .
2023 januárjától a Wesley János Főiskola kutatóprofesszora, ahol mind a graduális, mind a doktori képzésben részt vesz, és tagja a főiskola kutató közösségének.

## Munkásság
Minisztériumi tevékenysége során 1988-1991 között részt vesz "az emberi erőforrások fejlesztését" célzó  Világbanki hitel előkészítésében valamint az annak felsőoktatási célú részéből 1993-ban képzett "Felzárkózás az európai felsőoktatáshoz" Alap (FEFA) létrehozásában.
A hazai felsőoktatás 1993-as felsőoktatási törvényéhez kapcsolódó finanszírozási koncepciójának kimunkálója, valamint a normatív felsőoktatás finanszírozás kidolgozója és bevezetésének résztvevője.
1985 óta az oktatás-gazdaságtan, az oktatásfinanszírozás, az oktatáspolitikai és nevelésszociológia területén végzett kutatómunkája eredményeként számos tanulmány és könyv szerzője. Publikációs tevékenysége (2022 végéig) több mint 150 szakcikk, közel 30 írt és 17 szerkesztett könyv, 80-nál több könyvrészlet. Tudományos közleményeire közel 2500 hivatkozással rendelkezik (ebből független kevés híján 2000), Hirsch-index: 25.

### Könyvek
- Az iskola romokban. Budapest: Gondolat Kiadó 2025

- Emberi erőforrások és az oktatás. Elemzések a 21. század közepe felé. Budapest: Gondolat Kiadó, 2022.
- A felsőoktatás politikai gazdaságtana - Magyarország a 21. századi iskolázottsági és innovációs versenyben. Budapest: Gondolat Kiadó, 2020
- Humánerőforrások és az oktatás.Debrecen: Debreceni Egyetemi Kiadó, 2019
- Emberi erőforrásaink 21. százada. Budapest: Gondolat Kiadó, 2016
- Az aranykor vége - bezárnak-e a papírgyárak? Budapest: Gondolat Kiadó, 2013
- Az ezredforduló hazai oktatása. Budapest: Új Mandátum Könyvkiadó, 2011
- Az akadémiai szféra és az innováció: A hazai felsőoktatás és a gazdasági fejlődés. Budapest: Új Mandátum Könyvkiadó, 2010
- Oktatás, oktatáspolitika, oktatásgazdaság. Budapest: Nemzeti Tankönyvkiadó, 2008
- A hazai oktatás gazdasági jellemzői a 20-21 századfordulón. Budapest: Új Mandátum Könyvkiadó, 2004
- Az oktatás gazdaságtana. Budapest: Osiris Kiadó, 2002
- Timár Jánossal: Tudásgyár vagy papírgyár. Budapest: Új Mandátum Könyvkiadó, 2001

## Díjak, kitüntetések
- Művelődés szolgálatáért díj (1992)
- A Magyar Köztársasági Érdemrend kiskeresztje (1994)
- Debreceni Egyetem: „Közgazdaságtudományi Kar Díszérme (2003)
- A Magyar Köztársasági Érdemrend lovagkeresztje (2007) – 2016. aug. 22-én visszaadva
- Magyar Szociológiai Társaság: Polányi Károly-díj (2015)
- HERA (Magyar Nevelés- és Oktatáskutatók Egyesülete): Báthory Zoltán-emlékérem (2021)

## Család
Nős, egy gyermek (1981).